# 迪尔邦 (洛特省)
迪尔邦（法語：Durbans）是法国洛特省的一个市镇，属于菲雅克区（Figeac）利韦农县（Livernon）。该市镇总面积27.81平方公里，2009年时的人口为136人。

## 人口
迪尔邦人口变化图示